# (7468) Anfimov
(7468) Anfimov est un astéroïde de la ceinture principale, découvert le 17 octobre 1990 à Naoutchnyï par Lioudmila Tchernykh.

## Orbite
L'orbite de (7468) Anfimov se caractérise par un demi-grand axe de 3,04 UA, une excentricité de 0,12 et une inclinaison de 4,4° par rapport à l'écliptique.

## Classification
(7468) Anfimov est un astéroïde de type A, donc riche (> 80 %) en olivine, au moins en ce qui concerne les roches de sa surface.